# لئوپولد سوم، مارگراف اتریش
لئوپولد سوم، مارگراف اتریش (آلمانی: Luitpold؛ ۱۰۷۳ – ۱۵ نوامبر ۱۱۳۶) قدیس مسیحی بود.او یکی از اعضای خاندان بابنبرگ بود. او در ۶ ژانویه ۱۴۸۵ به عنوان قدیس شناخته شد و قدیس حامی اتریش، اتریش سفلی، اتریش علیا و وین شد. روز جشن او ۱۵ نوامبر است.

## زندگی نامه
لئوپولد در قلعه بابنبرگ از مارگرو لئوپولد دوم و آیدا از فورمباخ راتلنبرگ متولد شد. بابنبرگ ها از باواریا به اتریش آمده بودند، جایی که خانواده آن ها در قرن دهم به شهرت رسیدند. او در اسقف نشین پاسائو تحت تأثیر اسقف اصلاح طلب آنجا بزرگ شد.
در سال ۱۰۹۶لئوپولد در سن ۲۳ سالگی جانشین پدرش به عنوان مارگرو اتریش شد. او دو بار ازدواج کرد. همسر اول او که در سال ۱۱۰۵ درگذشت، ممکن است یکی از خانواده فون پرگ بوده باشد. سال بعد او با اگنس، خواهر بیوه امپراتور هنری پنجم که از او علیه پدرش هنری چهارم حمایت کرده بود، ازدواج کرد. این ارتباط با سالیان ها اهمیت خاندان بابنبرگ را افزایش داد
لئوپولد خود را "پرنس" نامید که بازتابی از احساس استقلال ارضی او بود. او نامزد انتخابات قیصر امپراتوری مقدس روم در سال ۱۱۲۵ در نظر گرفته شد، اما این افتخار را رد کرد.
او عمدتاً به خاطر تأسیس چندین صومعه به یادگار مانده است. طبق افسانه ها، مریم باکره بر او ظاهر شد و او را به جایی رساند که در آنجا چادر همسرش اگنس را که سال ها قبل آن را گم کرده بود، پیدا کرد. او صومعه کلوسترنویبورگ را در آنجا تأسیس کرد. او متعاقباً این شهر را گسترش داد تا محل سکونت او شود.
او در صومعه کلوسترنویبورگ که خود بنیان نهاده به خاک سپرده شده است. جمجمه او در یک یادگاری گلدوزی شده نگهداری می شود.  در سال ۱۶۶۳، در دوران فرمانروایی امپراتور لئوپولد اول، به عنوان قدیس حامی اتریش اعلام شد.

## نگارخانه

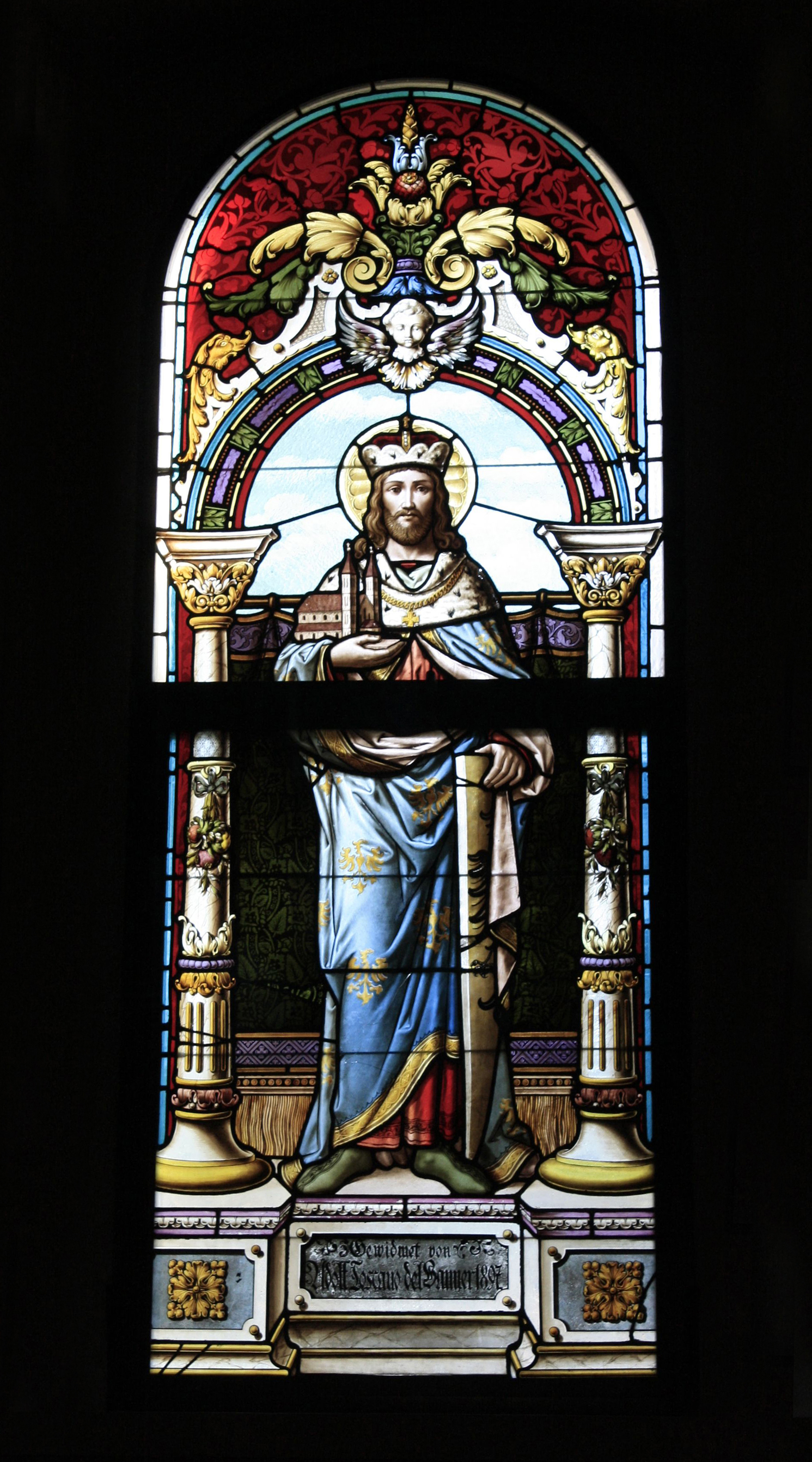
شیشه رنگی، گادن، اتریش سفلی
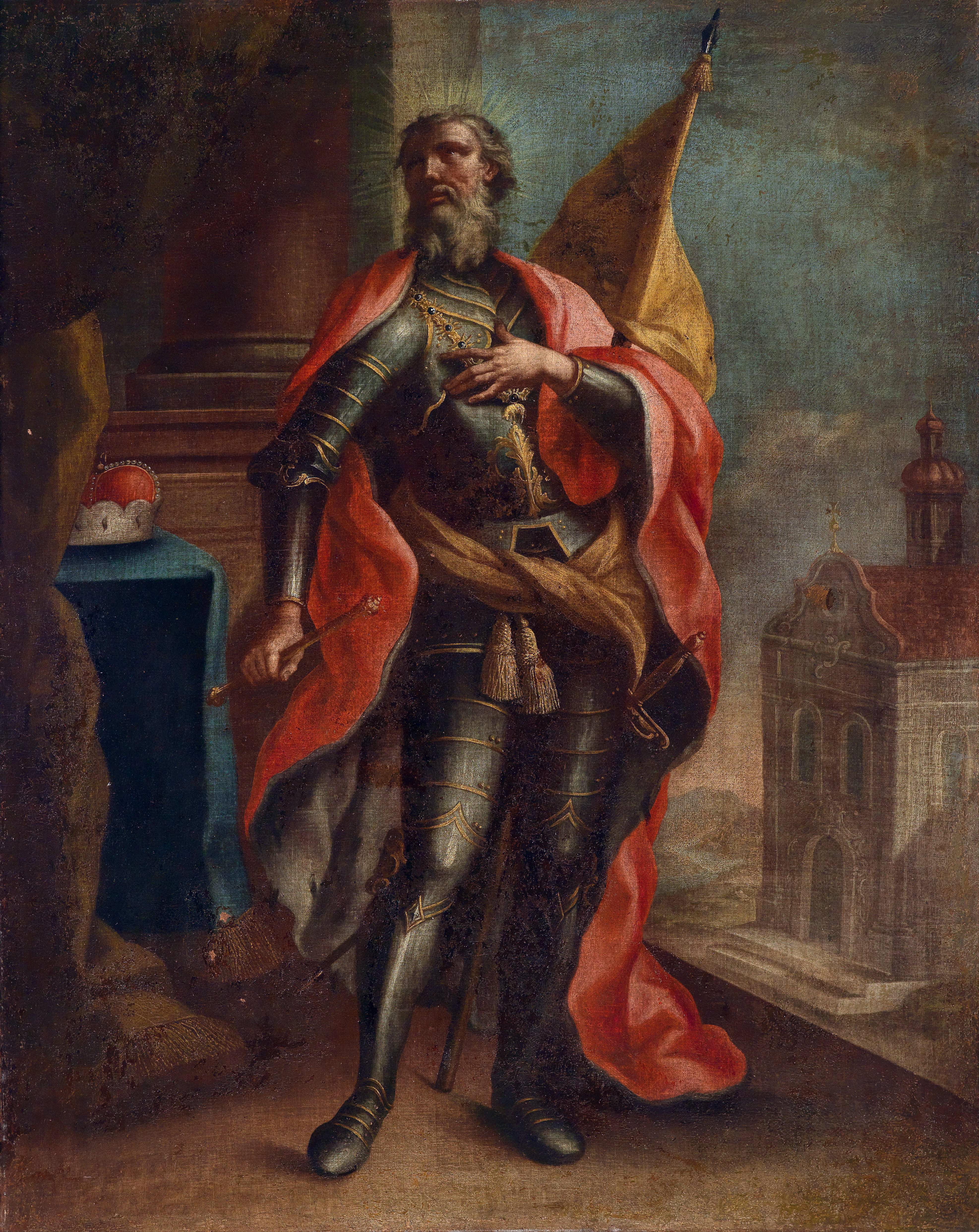
مدرسه اتریش.قرن ۱۸
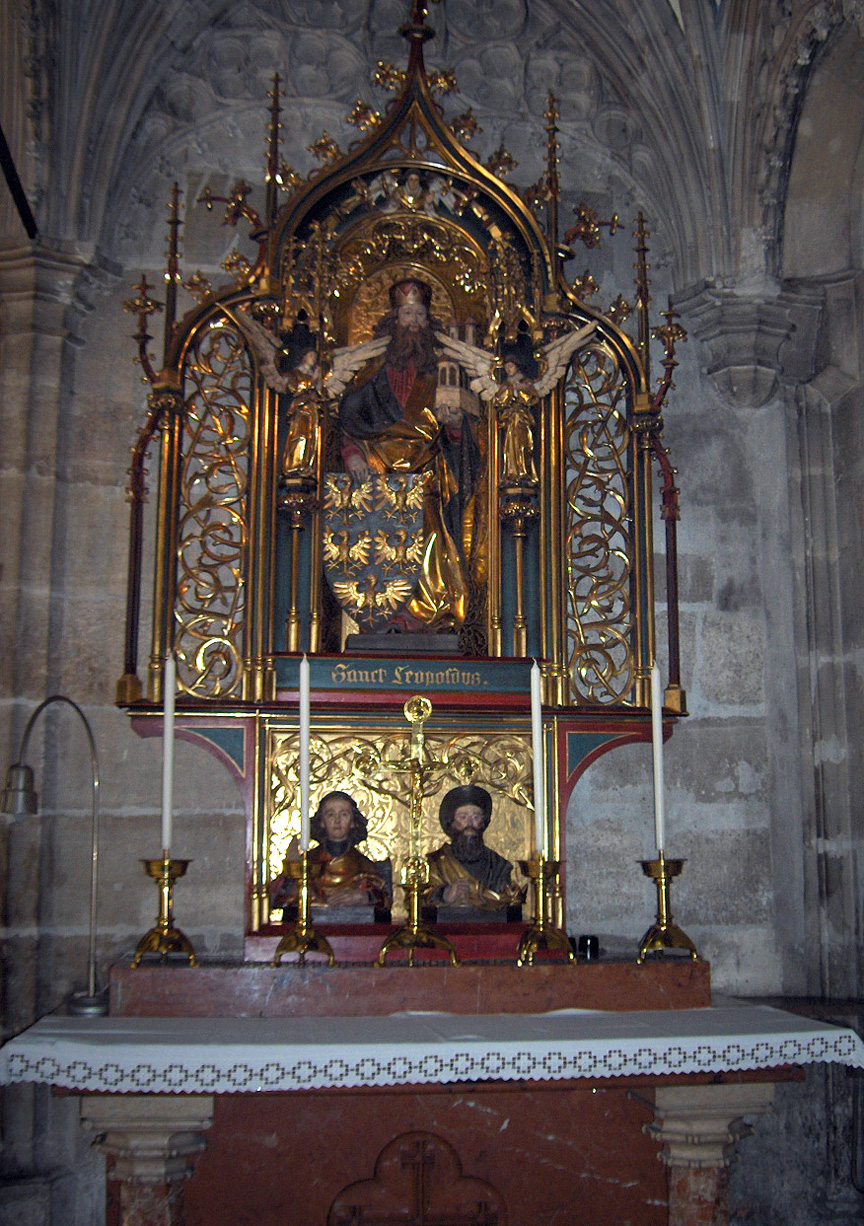
محراب سنت لئوپولد کلیسای جامع استفان، وین
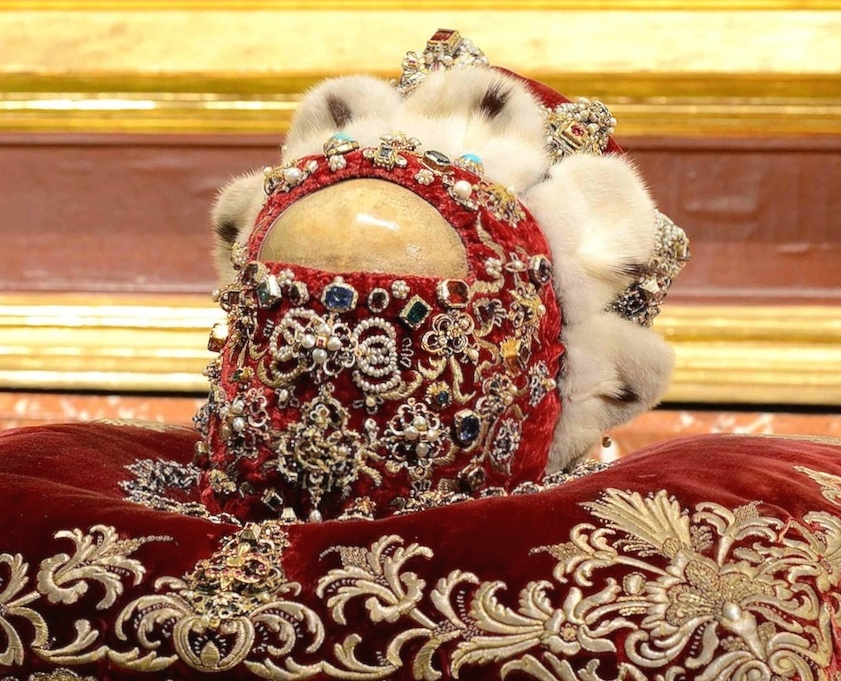
صومعه کلوسترنوبورگ
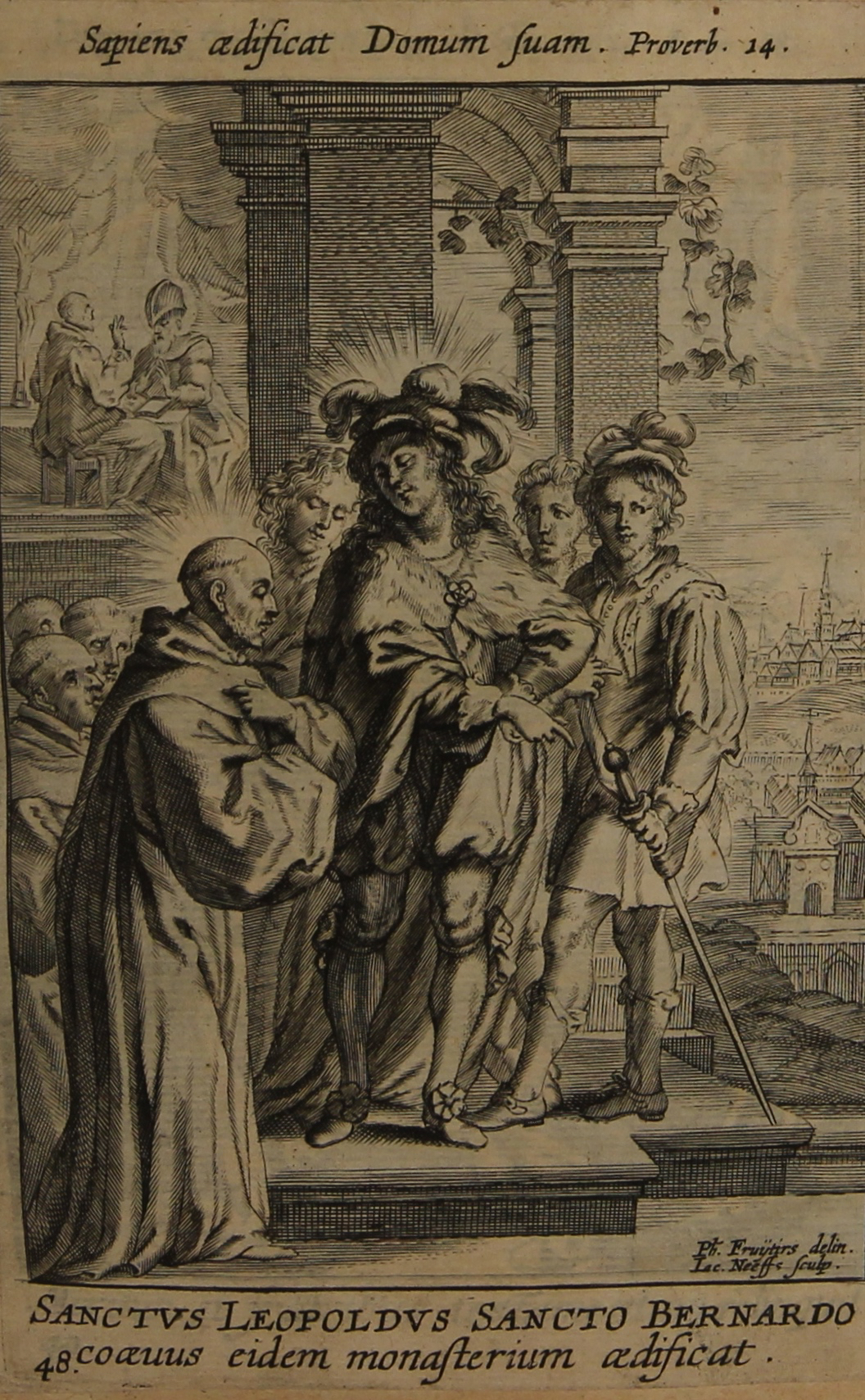
چاپ مسی توسط جاکوبوس نیفس، 1653 در "سنت برنارد از هانی‌ساکل